# A vadnyugat hőskora
A vadnyugat hőskora (How the West Was Won) egy 1962-ben bemutatott amerikai western filmdráma, John Ford, Henry Hathaway, George Marshall és Richard Thorpe rendezésével. A film eredeti, angol nyelvű narrátora Spencer Tracy. 
A magyarországi mozikban 1979-ben mutatták be, dupla lemezes DVD kiadványban megjelent.

## Cselekménye
A monumentális történelmi film a Prescott család nemzedékeinek sorsán keresztül regéli el a vadnyugat történetének főbb fordulópontjait. Zebulon Prescott és családja az 1830-as években indul nyugatnak a nemrég megnyitott Erie-csatornán egy jobb élet, dús termőföldek és határtalan lehetőségek reményében. A család idősebb leánygyermeke, Lilith egyáltalán nem vágyik a telepesek életének vadromantikájára, őt a finom ruhák és a fényűző lokálok vonzzák, így amint teheti, a zenés-táncos színpadon keresi boldogulását, ahol egy jóképű szerencsejátékosnak hamar megakad rajta a szeme. Lilith húga, Eve egy prémvadász felesége lesz, akivel farmot épít, és gazdálkodni kezdenek. Az ő egyik fiúk, Zeb viszi tovább a történet fonalát, aki az északi seregben harcol a polgárháborúban, majd a nagy nyugati vasútépítésnél igyekszik fenntartani a békét az indiánokkal, később pedig egy határvidéki városban a banditák elleni harcból is kiveszi a részét.

## Epizódok
A film öt, egymástól különálló epizódban mutatja be a Prescott család ötven évnyi történetét, egyben a Vadnyugat meghódítását és benépesítését.
A folyók (The rivers) – 1839
„Ma már e táj minden részét saját nevén, jól megkülönböztethetően rajzolják rá a térképre, ám valaha mindez egyetlen összefüggő egységet jelentett a természet és a benne élő emberek, az őslakosok számára. Alig több, mint öt nemzedékkel egy és egynegyed századdal ezelőtt ezt a földet csak úgy nevezték: a Nyugat. Csupán egy maroknyi fehér ember ismerte ki itt magát. A trapperek, akik a hódokra vadászva, magányosan járták be a határtalan térségeket. A hegyi emberek, ahogy a keletiek emlegették őket, különös férfiak voltak. Jim Bridger, Kit Carson vagy Linus Rawlings indiánabbak voltak a született indiánoknál is. Szabadon éltek a saját törvényeik szerint. Mint a szélsodorta felhők, sehol nem időztek sokáig és soha nem telepedtek le véglegesen. Mokaszinjaik és patkolatlan lovaik patái nem hagytak maradandó nyomot e tájban.  Akárcsak az indiánok, akikkel békében megfértek, nem akartak többet, mint amit találtak, de azt egészen: a hegyeket, az erdőket, ezt a vad vidéket, amely öröknek tűnt, mint a csillagok, és mint az igazság és a bűn fogalma. Távolról a hegyláncokon és a hullámzófülű prériken túlról érkeztek ide: Keletről, ahol hozzájuk hasonlóan nyughatatlan emberek éltek, de őket másfajta vágyak hajtották.  Ha ők egy hegygerincre néztek, csak a vízválasztó vonalat látták. Ha az erdőre néztek, csak az épület gerendákat. Ha a füves síkságra, csak a leendő szántóföldet látták. Céljait és ösztöneik őket is Nyugat felé vonzották, azóta, hogy az első angol telepesek megalakították Jamestownt.  Aztán egy napon egy férfi, DeWitt Clinton arra gondolt, születhetne egy új folyó, elképzelt egy vizi utat, amely Nyugat felé vezet, és mivel az amerikaiak nem kedvelik a terméketlen álmodozást, munkához látott, és 1825-ben megnyílt az Erie-csatorna, amely a Hudson folyót összekötötte a nagy tavak egyikével, az Erie-tóval. Mindazok, akik a szűz földek és az új élet után sóvárogtak, végre megtalálták az odavezető utat és el is indultak rajta.”
A mezők (The plains) – 1851
„A Nyugatra vezető ösvény sem volt könnyebb, mint az igaz szerelem útja. Ezzel nemcsak a természet gördített akadályokat a vándorok elé, hanem a háború is. Nyugtalanság és indulat parázslott mindenütt a mexikói határvidéken. Sok amerikai, köztük Illinois kongresszusi képviselője, Lincoln is ellenezte. 1846-ban mégis kitört a háború, amelynek eredményeként hatalmas, új területekkel gyarapodott az Unió, s olyan pompázatos spanyol nevekkel gazdagodott, mint a Rio Grande, Santa Fe, Albuquerque, El Paso.  A legragyogóbb zsákmány azonban Kalifornia volt, amely egy 15. századi spanyol lovagregényben leírt igazgyöngyökben és aranyban gazdag szigetről kapta a nevét. 1848-ban történt, hogy Sutter’s Mill-nél egy férfi olyasmire bukkant, amit nem is keresett. »Arany!« rikkantotta el magát meglepetten, s kiáltása elhallatszott a földrész minden zugába, Bostonba, New York-ba, Savannah-ba, de meghallották Londonban, Párizsban, Berlinben is. Ám a kiáltás sehol sem talált olyan élénk visszhangra, mint a nyüzsgő kereskedő városban, St. Louis-ban, amely akkor a legzajosabb, legzüllöttebb és legrátartibb amerikai település volt New York-tól nyugatra. Akik sikerrel jártak és vagyont szereztek, minden élvezetből, amit csak pénzen meg lehet vásárolni, ki akarták venni a részüket. S a kínálat bőséges volt, míg a Sacramento folyó gőzösei is a luxus igényeket szolgálták.”
A polgárháború (The Civil War) – 1861–1865 között

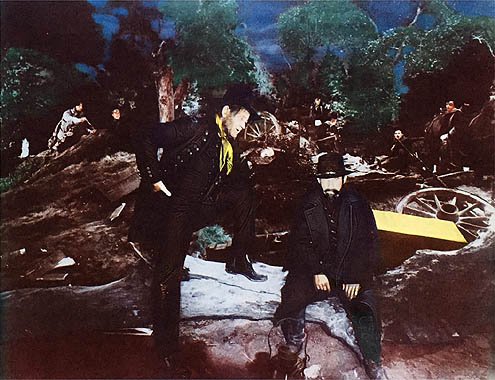
W.T. Sherman (John Wayne) és Grant tábornok (Harry Morgan) a harctéren

„A fiatal Amerika nemcsak a Kelet és a Nyugat Unióját jelentette, az északi és a déli államok szövetségét is, ami azonban egyre inkább gyengült. Abraham Lincoln, ekkor már nem kongresszusi képviselő, csak vidéki ügyvéd, fölismerte, hogy a Dél a maga képére akarja formálni a rabszolgatartás kérdésében még el nem kötelezett, újonnan alakult nyugati államokat. Ezért ismét a politika küzdőterére lépett. 1858-tól, amikor még két éve volt az elnökválasztásig, azt hangoztatta, hogy »a szabad Nyugatnak szabadnak is kell maradnia.«;  »Az önmagával meghasonlott ház nem állhat fenn« – hirdette. A Dél azonban félve hatalma és befolyása elvesztésétől megpróbálta elodázni az elkerülhetetlent. Tucatnyi nyugati városban szították a lázadás szellemét, és lassan beért a polgárháború keserű gyümölcse. 1862. április 6-án estére elhallgattak az egész napon át bömbölő ágyúk. Nyugtalan csend borul az erdő közepén álló kis Shiloh-imaházra. Ezen a vasárnapon sok férfi találkozott Istenével, de nem a templomban.”
A vasút (The Railroad) – 1868
„Miközben Észak és Dél eltávolodott egymástól, Kelet és Nyugat között megszületett az összeköttetés: a történelem legmerészebb postaszolgálata, a Pony Express révén. Nyolcvan lovas ült állandóan nyeregben, vágtattak éjjel-nappal, jó és rossz időben. Missouri és Sacramento között ingáztak. Az egyik Keletre, a másik Nyugatra száguldott, s így napokra csökkentették a kézbesítés, addig hónapokra rugó időtartamát. Fegyvert nem viseltek, hogy ezzel is csökkentsék a súlyt. Ugyanezért a levelekért, amelyeket öt dollárért vittek el, ugyancsak vékony papírra kellett írni. Csak a bátorságukra, a leleményességükre és a gyorsaságukra számíthattak, az ellenséges indiánok, a banditák és az időszakos áradások leküzdésében. De már létezett az üzenetközvetítésnek egy gyorsabb módja is, építették az országot átszelő telegráf-hálózatot. Az indiánok új szórakozást találtak: hosszan hallgatták a póznákhoz szorított füllel az éneklő drótok zizegését. A másik újdonság az acélsíneken érkező vasparipa. A földmérőknek félelmetes természeti akadályokon át kellett kijelölniük a pálya nyomvonalát, a Sziklás-hegységen és a Sierrákon keresztül.  De az egymást követő hegyvonulatok sem tudták megakadályozni ezt a gigantikus versenyt, amit a két nagy társaság vívott egymással és a mérföldekkel, hogy a két vonal mielőbb találkozzon: Az egyik a Central Pacific Railroad Sacramento-tól indult Kelet felé a Sierra-kon át, a másik a Union Pacific Omahából indult Nyugat felé a prérin és a Sziklás-hegységen át. A versenynek komoly tétje volt: a kisajátított hatalmas földterületek a pálya két oldalán, mert ezek a földek hamarosan milliókat fognak érni. A Central Pacific már áttört a Sierra-k sziklafalán és gyorsan tört előre kelet felé Nevada síkvidékén. Eközben a Union Pacific, kihasználva az indián háborúk hosszú szünetét, hasonló lendülettel közeledett az ellenkező irányból. A verseny izgalmas volt, de költséges is, ezért mindkét társaság igyekezett minél több hasznot kicsikarni a már megnyitott pályaszakaszokból.”
A törvényen kívüliek (The Outlaws) – 1889
„A vasút megváltoztatta az életet azokon a vidékeken, ahol áthaladt. Több száz mérföldnyi távolságból hatalmas csordákat hajtottak a vasútállomásokra, hogy onnan vagonokban szállítsák az állatokat a keleti piacokra. Kerítések nőttek ki a földből, terelőösvényeket tapostak szélesre és fellángolt az ellenségeskedés a cowboyok és a telepesek között. A vitából mindig az került ki győztesen, aki gyorsabban tudta elsütni a fegyverét, hacsak nem akadt valaki, aki elszántan kiállt a törvények betartása mellett. A pásztor és a nyáj általában idillikus képzeteket keltenek, de nem a cowboyokban. Az ő szemükben a nyáj csupán az értékes fű elpusztítója volt, s ha az emberélet kevesebbet ér, mint a fű, a pásztor megölése nem is számít bűnnek, s ha a mellén bádogcsillagot viselő ember mégis annak tartja, sok ellenféllel találja magát szemközt.  De lassan eljárt az idő a deszperádók, a lóhátról lövöldöző banditák fölött, mert egyre több polgár követelte meg a törvények tiszteletét, és ezért harcolni és készek voltak. A vadnyugaton a poros gerendavárosokban már arról kezdtek álmodozni, hogy ugyanolyan kifinomult nagyvárossá fejlődhetnek, mint az előkelő San Francisco, amely nemrég még a bűnözők fészke volt, s íme, most már árverési csarnokkal rendelkeznek.”
A történet végén képsorok láthatók az egykori vadnyugat az 1960-as évekre  immár benépesített és civilizált vidékéről, többek között légiképsor a Hoover-gátról és Los Angeles autópályáiról.

## Szereposztás
| Szerep                        | Színész            | Magyar hangja (1. szinkron) | Magyar hangja (2. szinkron) |
| ----------------------------- | ------------------ | --------------------------- | --------------------------- |
| Narrátor hangja               | Spencer Tracy      | Mohai Gábor                 | Barbinek Péter              |
| Eve Prescott Rawlings         | Carroll Baker      | Tóth Ildikó                 | Götz Anna                   |
| Lou Ramsey seriff             | Lee J. Cobb        | Makay Sándor                | Németh Gábor                |
| Jethro Stuart                 | Henry Fonda        | Varga Tamás                 | Bolla Róbert                |
| Julie Rawlings                | Carolyn Jones      | Málnai Zsuzsa               | Csúz Lívia                  |
| Zebulon Prescott              | Karl Malden        | Dobránszky Zoltán           | Törköly Levente             |
| Cleve Van Valen               | Gregory Peck       | Vass Gábor                  | Mihályi Győző               |
| Zeb Rawlings                  | George Peppard     | Selmeczi Roland             | Renácz Zoltán               |
| Roger Morgan                  | Robert Preston     | Cs. Németh Lajos            | Pálfai Péter                |
| Lilith „Lily” Prescott        | Debbie Reynolds    | Kisfalvi Krisztina          | Solecki Janka               |
| Linus Rawlings                | James Stewart      | Szokolay Ottó               | Rosta Sándor                |
| Charlie Gant                  | Eli Wallach        | Kiss Gábor                  | Kapácsy Miklós              |
| W.T. Sherman tábornok         | John Wayne         | Uri István                  | Háda János                  |
| Mike King vasútmérnök         | Richard Widmark    | Várkonyi András             | Sörös Sándor                |
| Dora Hawkins                  | Brigid Bazlen      | Ullmann Zsuzsa              | ?                           |
| Jeb Hawkins ezredes           | Walter Brennan     | Makay Sándor                | ?                           |
| Lilith ügyvédje               | David Brian        | ?                           | ?                           |
| Peterson káplán               | Andy Devine        | Pataky Imre                 | ?                           |
| Abraham Lincoln               | Raymond Massey     | (néma szerep)               | (néma szerep)               |
| Rebecca Prescott              | Agnes Moorehead    | Várnagy Katalin             | ?                           |
| Ulysses S. Grant tábornok     | Harry Morgan       | Kiss Gábor                  | ?                           |
| Agatha Clegg                  | Thelma Ritter      | Bókai Mária                 | ?                           |
| Helyettes fűtő                | Mickey Shaughnessy | ?                           | ?                           |
| Dezertőr konföderációs katona | Russ Tamblyn       | ?                           | ?                           |
| Mr. Huggins                   | Jay C. Flippen     | Antal László                | Forgács Gábor               |
| Parson Alec Harvey            | Tudor Owen         | Galamb György               | ?                           |
| Lilith idős korában           | Debbie Reynolds    | Tímár Éva                   | ?                           |

## Díjak és jelölések
Oscar-díj
- díj: a legjobb hangkeverés – Franklin Milton
- díj: a legjobb vágás – Harold F. Kress
- díj: a legjobb eredeti forgatókönyv – James R. Webb(wd)
- jelölés: a legjobb film – Bernard Smith
- jelölés: a legjobb operatőr – William H. Daniels, Milton R. Krasner, Charles Lang és Joseph LaShelle
- jelölés: a legjobb látványtervezés – George Davis, William Ferrari, Addison Hehr, Henry Grace, Don Greenwood Jr. és Jack Mills
- jelölés: a legjobb jelmeztervezés – Walter Plunkett
- jelölés: a legjobb eredeti filmzene – Alfred Newman és Ken Darby